# Вольдегк
Вольдегк (нем. Woldegk) — город в Германии, в земле Мекленбург-Передняя Померания.
Входит в состав района Мекленбург-Штрелиц. Подчиняется управлению Вольдег. Население составляет 3764 человека (на 31 декабря 2010 года). Занимает площадь 103,70 км². Официальный код — 13 0 55 078.

## Знаменитые земляки
- Кольберг, Юлиуш (1776—1851) — польский топограф

Вольдегк